# マリオ・カンドゥッチ
マリオ・カンドゥッチ（Mario Canducci,1934年5月18日-2020年2月16日）は、イタリア、リミニ市出身のカトリックの司祭、宣教師、教育者、平和運動家、歴史解明家、フランシスコ修道会会員である。

## 生涯

### 生い立ち
マリオ・カンドゥッチは6人兄弟の長男として、1934年5月18日、北イタリアのアドリア海に面するリミニ市に生まれた。出生当時のイタリアはムッソリーニ政権下で、世界恐慌の影響が続き、ドイツとの結びつきを強くしたために緊張した時勢であったが、戦間期の比較的平和な時代であった。だが、第二次世界大戦末期に同市がドイツ軍と連合国軍の最前線に置かれたために、父親はドイツ軍の捕虜となり、強制労働のためドイツに送られた。一方母親は、1944年、カンドゥッチが10歳の時にリミニ市を襲った空襲で爆撃を受け死亡した。13歳の時、アッシジの聖フランチェスコのような、神様と人を大切にすることが出来る聖職者を志すようになる。第二次世界大戦後の厳しい状況の中、家族を支えるために父親と共に働き、ペンキ塗りやウエイターなど様々な仕事をしながら勉強を続けた。

### フランシスコ会に入会
1952年9月18日、18歳でフランシスコ会に入会。1953年9月19日に19歳で初誓願、1957年9月22日に23歳で荘厳誓願宣立をした。1960年7月25日、26歳で司祭に叙階される。1962年10月から12月にかけて第2バチカン公会議の本部アシスタントとして会務補助と司教団の世話にあたった。1963年6月21日にローマ・ウルバニアーナ大学院を卒業。後年、カンドゥッチは「素晴らしい体験だった」と語っている。

### 日本へ
1963年10月12日、29歳で来日。1965年(31歳)から上越地方で宣教活動を始め、長岡、上越、糸魚川の教会に赴任した。1981年(46歳)から2012年(77歳)まで高田教会主任司祭を務める。またこの高田教会着任時に戦時下に高田市で起こったカトリック高田教会弾圧事件を知り、その被害者とも出会う。以後は高田教会を離れたのちも同事件の裁判所記録の開示を求めて奔走する。また同事件を皮切りに戸田帯刀神父殺害事件の記録開示やシドッティ神父の列聖活動など歴史活動、平和運動に身を投じて行った。2010年、司祭叙階50周年を迎えた。宣教活動と平和運動は60年に及んだ。

### 新潟県高田教会主任司祭時代

#### 幼稚園園長として
上越カトリック天使幼稚園で6代目園長として27年間務める。子供には「最大の尊敬」と「最高の環境を」という強い教育理念を合言葉とし、「幼子を祝福したキリストの生き方」に倣い、子供たちを常に温かく見守り、一人一人の自己開発を支援できる環境を作った。カトリック高田教会の隣地（旧関根学園高校校舎・体育館）へ園舎を移転し、さらに、2010年には、隣接地に園舎を新築した。

#### 社会福祉法人フランシスコ第三会マリア園園長として
1992年に特別養護老人ホーム「さくら聖母の園」、ショートステイ、デイサービスセンターを開設。1997年、「聖母保育園」を経営下にし、1997年にケアハウス「さくらの郷」を、2000年には老人介護支援センター「さくら」開設した。同年、市営の通所介護事業「デイホーム金谷」開設に伴い指定管理を受ける。2006年に「地域包括支援センター」を、2009年には地域子育て支援事業「マリア子育てひろばバンビーノ」及び「聖母子育てひろば」開設。2012年、デイホーム金谷を市から移管されサービス付高齢者向け住宅「五智聖母の家」開設した。

#### 司祭として
2005年、カトリック妙高教会を建設。イタリアから木材を輸入し、同国の古い教会からステンドグラスと鐘を譲り受け設置。同年、敷地横にある青年の家の開設とカトリック高田教会集合墓地の改造建設をした。戦時中、連合軍捕虜収容所に収容され虐待を受けたオーストラリア人と地元との和解の為、「直江津捕虜収容所」跡に平和記念公園と石碑建立（1995年）に協力。元捕虜及び戦犯として処刑された元民間警備員の遺族に寄り添う。1944年に高田教会の日本人キリスト教徒やドイツ人サウエルボルン神父（1904～89）が特別高等警察（特高）に拘束されたキリスト教弾圧の高田事件を調べ続け、有罪判決を受けた遺族の名誉回復に寄り添う。

## 情報開示運動

### 高田教会弾圧事件と記録開示運動

#### 高田教会弾圧事件の概要
高田教会弾圧事件とは太平洋戦争末期に起こった宗教弾圧事件である。1944年4月に当時高田教会主任司祭のドイツ人サウエルポルン神父が男女7人の信徒とともに聖書研究会を開いていた所、特高によって逮捕、起訴された。起訴内容は同聖書研究会にて司祭がキリスト以外の神を偶像として認めず、皇室を尊敬するには当たらないと語ったことが治安維持法違反不敬罪に当たるといったものだった。判決は治安維持法廃止直前の1945年9月1日に下され懲役1年6か月、執行猶予3年の刑となった。この判決は同年10月に治安維持法が廃止される直前の駆け込み的判決的な性格があり、横浜事件と同じ性質を持っているとする見方もある。釈放後も信徒たちは事件の当事者として非難をうけ、サウエルポルン神父も修道会内部との軋轢の中で不遇な生活を送ることとなった。サウエルポルン神父が同盟国ドイツの出身であるにもかかわらず罪を受けた理由に関しては、同神父がここまで信仰に忠実で妥協をしなかったことが当時の大日本帝国政府より危険視されたことが考えられる。

#### 高田教会弾圧事件とカンドゥッチの活動
1981年に高田に着任したカンドゥッチは同事件の被害者の一人から話を聞き、事件の全貌解明を必要と感じ当時の裁判記録の開示を裁判所に求め活動を開始した。1980年代の日本ではまだ情報公開の仕組みが広まっておらず、裁判の日程と言った基本的な状況すら明らかとはなっていなかった。それでも同事件で有罪判決を受けた人の親族やカンドゥッチの活動の結果、また時代の趨勢もあり、すべてではないものの新潟地検から裁判記録が限定的に開示され多くの情報が明らかとなった。上記の同事件の概要もこの際の情報開示によって得た情報で構成されており、開示前はなぜ彼らが逮捕され、どのような理由で有罪判決を受けたのかは不透明なままであったのである。しかしながらカンドゥッチの活動により同事件の全貌はかなり明瞭となった。

### 戸田神父殺害事件とカンドゥッチの活動
マリオ師は上記の他に戸田帯刀神父殺害事件の記録開示にもかなり取り組んでいた。同事件も高田教会弾圧事件同様に誰が何のために事件を起こしたのかカンドゥッチ関与以前は不明であり謎に包まれていた。元毎日新聞記者の佐々木宏人が同事件の解明に尽力しており、カンドゥッチに協力を頼んだことからカンドゥッチも記録開示に取り組むようになった。バチカン教皇庁や秘密文書館に直接交渉をし、戸田神父殺害事件時に日本駐在のバチカン公使がバチカンに対して送った報告書の開示に成功した。
上記のような記録開示運動についてカンドゥッチは「過去を知らなければ将来に不安が残る」と生前語っており、この発言からも戦争を記録しそれを伝える事を歴史活動としてだけではなく平和活動としてとらえていたことが推測される。　　　

## 晩年

### 平和運動へ
2012年(77歳)に31年間留まった高田から異動となり、東京都世田谷区カトリック瀬田教会の司祭となる。終戦直後の戸田帯刀神父殺害事件でバチカン秘密文書館から資料を入手、真相解明に協力した。禁教時代のイタリア人宣教師ジョヴァンニ・バッティスタ・シドッティ神父の列福・列聖運動担当者としてバチカンから任命され、日本史解明に奔走していた。2020年2月16日、肺炎のため都内の病院で死去。享年85歳。
最期の言葉は「地上の事はもう良い」
自らの戦争体験が、正義感と悲しみに寄り添う優しい心に繋がり、愛と平和を願い、85歳で亡くなる直前まで日本人の為に働き続けた。宗教の垣根を越えて、児童福祉、高齢者福祉、外国人支援、平和運動、様々な地域課題、歴史解明にも向き合い、奔走した。

## 関連書籍
- ラニエロ・カンタラメッサ著、片岡仁志/庄司篤共訳、マリオ・カンドゥッチ監修『ミサと聖体―私たちの成聖』聖母の騎士社、1997年9月。
- ラニエロ・カンタラメッサ著、庄司篤訳、マリオ・カンドゥッチ監修『キリストにおける生活 : ローマの信徒への手紙の霊的メッセージ』サンパウロ、2004年8月。
- ヘラルド・ロッシ著、マリオ・カンドゥッチ訳『聖フランシスコとその時代』サンパウロ、2009年12月。